# درختان کاج
درختان کاج (به ژاپنی: 松林図屏風) یک نقاشی دو قطعه‌ای آب مرکب، اثر هاسه‌گاوا توهاکو است. این نقاشی که با مرکب سیاه کشیده شده‌است، درختان کاج را با کوه‌های مه‌آلود و پوشیده از برف را در پس‌زمینه‌ی آن نشان می‌دهد.
این اثر در مالکیت موزه ملی توکیو قرار دارد و به عنوان گنجینه ملی رده‌بندی شده‌است.